# Hrdinové z Telemarku
Hrdinové z Telemarku (anglicky The Heroes of Telemark) je britské válečné filmové drama z roku 1965 natočené podle skutečných událostí a vzpomínek Skis Against the Atom Knuta Haukelida. Zachycuje příběh norských odbojářů během Operace Telemark, která úspěšně poškodila továrnu na výrobu těžké vody u hydroelektrárny Vemork blízko městečka Rjukan v kraji Telemark. Sabotáž výrazně zpomalila německý jaderný program a naopak nepřímo pomohla americkému projektu Manhattan.
Film podle scénáře Ivana Moffata a Bena Barzmana natočil v britské produkci americký režisér Anthony Mann, který do hlavních rolí obsadil Kirka Douglase, Richarda Harrise a švédskou herečku Ullu Jacobssonovou. Natáčení v drsných podmínkách zimního Norska se zúčastnilo olympijské družstvo Norska. Česká televize film znovu vysílala v sobotu 29. června 2024 na programu ČT2 a poté je po omezenou dobu dostupný také v iVysilání.

## Děj
| „ | Tento film je věnován norským mužům a ženám, jejichž udatnost zabránila nacistickému Německu získat atomovou bombu. | “ |

Norské hnutí odporu zjišťuje, že u hydroelektrárny Vemork společnosti Norsk Hydro u města Rjukan v norském kraji Telemark je tajná přísně střežená továrna, kterou nacisté využívají k výrobě těžké vody a nařídili pětinásobně zvýšit její produkci. Docházejí k závěru, že je o tom nutné informovat britskou výzvědnou službu a dodat ji co nejpodrobnější informace a plány.
Rolf Pedersen (hraje ho americký herec Kirk Douglas) je norský profesor fyziky na univerzitě v Oslo, který doufal, že na univerzitě válku nějak přečká. Vidí totiž, jak nacisté po každé úspěšné akci odboje v odplatě popraví daleko více Norů. Je však do odboje vtažen místním vůdcem Knutem Straudem (podle skutečné postavy Knuta Haukelida, kterého ztvárnil irský herec Richard Harris). Ten mu přinesl mikrofilmy s plány, kterým jen on může rozumět. Do odboje se zapojí také Rolfova bývalá žena Anna (švédská herečka Ulla Jacobssonová) a její vztah s Rolfem se znovu rozhoří.
Rolf Pedersen a Knut Straud se dostanou na parník na sever Norska a donutí posádku změnit trasu do Británie, aby mohli doručit mikrofilmy s plány. Ty na Brity udělají dojem a tajně jejich obsah konzultují s Roberterm Oppenheimerem a Enricem Fermi v USA. Poté se oba vrátí padákovým výsadkem do Norska, aby naplánovali přepadení továrny komandem. Připravují také přistávací dráhu na jezeře, ale britské letadlo s jednotkou 50 královských ženistů, kteří mají akci provést, je sestřeleno. Oba proto vedou do továrny alespoň malou skupinu devíti Norů, aby smrt tolika Britů nebyla zcela zbytečná. Akce je úspěšná, ale způsobené škody dokážou Němci rychle opravit, protože mají v Berlíně náhradní nádrže a další zařízení.
Ještě před akci se ke skupině odbojářů v horách dostane místní Nor s příjmením Jensen, údajně lovec. Skupina se rozdělí na dvě části, které se přou zda je to zrádce. Později se mu podaří utéct a navíc vyzradí pozici odbojářů Němcům. Nejprve malé německé letadlo zlikviduje jejich horský úkryt. Když po akci skupina nacistů společně se zrádcem pronásledují na lyžích Rolfa Pedersena a Knuta Strauda, oba se rozdělí. Rolf Pedersen je postřelen do nohy a než zrádce zabije, doví se od něj, že to dělal kvůli ženě.
Po sabotáži Němci vše hlídají ještě důkladněji a nikdo nesmí z továrny. Nilssen (norský šéf provozu) tak musí předstírat zánět slepého střeva a nechat si ho vyoperovat, aby přes spolehlivého doktora mohl odboji předat informace o plánech Němců přepravit veškeré zásoby těžké vody do Německa. Trasa vlaku z továrny je střežena stovkami vojáků, ale slabým místem by mohla být loď. Na trajekt s několika plnými železničními cisternami těžké vody se jim podařilo umístit časovanou nálož tak, aby se trajekt potopil až v nejhlubší části jezera.
Rolf se původně jen chtěl ujistit, že trajekt vypluje načas. Zahlédl ale, že na palubu nastupuje Sigrid s malým dítětem. Její muž jako jediný zahynul, když skupina utíkala po akci od továrny. Rolf ji přiměje, aby všechny děti na palubě trajektu nenápadně shromáždila na zádi, nejdále od nálože. Zde improvizuje „hru“, kdo si nejrychleji navlékne záchrannou vestu. Když se trajekt skutečně začne potápět, dostane děti i vdovu do záchranného člunu. Knut Straud a Anna vše sledovali ze zálivu, rychle připluli na malém člunu a pomohli zachránit další cestující.

## Obsazení
| Kirk Douglas       | profesor fyziky Rolf Pedersen                            |
| Richard Harris     | norský odbojář Knut Straud                               |
| Ulla Jacobssonová  | Anna Pedersenová                                         |
| Michael Redgrave   | strýc                                                    |
| David Weston       | Arne                                                     |
| Anton Diffring     | major Frick                                              |
| Eric Porter        | Josef Terboven (skutečný říšský komisař pro Norsko)      |
| Mervyn Johns       | plukovník Wilkinson                                      |
| Jennifer Hilaryová | Sigrid                                                   |
| Roy Dotrice        | Jensen                                                   |
| Barry Jones        | profesor Roderick Logan                                  |
| Ralph Michael      | Nilssen: norský ředitel provozu                          |
| Geoffrey Keen      | generál Bolt                                             |
| Maurice Denham     | doktor v nemocnici                                       |
| Wolf Frees         | Sturmbannführer Knippelberg                              |
| Robert Ayres       | generál Courts                                           |
| Sebastian Breaks   | Gunnar                                                   |
| John Golightly     | Freddy                                                   |
| Alan Howard        | Oli                                                      |
| Patrick Jordan     | Henrik                                                   |
| William Marlowe    | Claus                                                    |
| Brook Williams     | Einar                                                    |
| Karel Štěpánek     | profesor Hartmüller                                      |
| Gerard Heinz       | profesor Erhardt                                         |
| Victor Beaumont    | německý voják                                            |
| George Murcell     | SS-Oberscharführer                                       |
| David Davies       | kapitán                                                  |
| Philo Hauser       | obchodník                                                |
| Faith Brooková     | žena v autobuse                                          |
| Elvi Haleová       | paní Sandersenová                                        |
| Russell Waters     | pan Sandersen                                            |
| Paul Hansard       | německý důstojník (*)                                    |
| George Roubicek    | voják rádiové zaměřovací služby ilegálních vysílaček (*) |
| Joe Dunne          | norský nacista (*)                                       |

Hvězdičkou označené postavy nejsou uvedeny v titulcích.

### Český dabing
V českém znění hráli Jan Šťastný, Marek Holý, Kristýna Skružná, Libor Terš, Radovan Klučka, Bohdan Tůma, Libor Hruška ad. České znění připravili: překlad Veronika Kvapilová, úprava dialogů Monika Macků, dramaturgie Petr Šaroch, mistr zvuku Tomáš Čisárik, hudební spolupráce Eva Javůrková, vedoucí produkce Alice Nezbedová, vedoucí dramaturg Zdeno Kubina, vedoucí realizace převzatých pořadů Pavel Fuks, režie českého znění Filip Jančík, vyrobila Česká televize 2024.

## Historické souvislosti
Ke konci 30. let došlo v rychlém sledu k řadě důležitých objevů jaderné fyziky. Na samém počátku roku 1939 pak němečtí chemikové Otto Hahn a Fritz Strassmann oznámili objev jaderného štěpení uranu a Lise Meitnerová v únoru 1939 správně popsala jeho mechanismus v časopise Nature. Po zabrání zbytku Československa a vzniku Protektorátu Čechy a Morava obavy vědců z ostatních zemí, že Německo by tyto nejnovější objevy mohlo zneužít pro vojenské účely jen vzrostly.:s.10–13
Maďarský fyzik Leó Szilárd (v té době již pobývající v New Yorku) proto připravil text dopisu, který byl určen prezidentu Franklinu Delano Rooseveltovi a přesvědčil Alberta Einsteina, aby ho jako mnohem známější osobnost podepsal. Dopis známý jako Einstein-Szilárdův list datovaný 2. srpna 1939 obsahuje mimo jiné varování o možnostech sestrojení zcela nového typu bomby a text také explicitně zmiňuje zabrání československých uranových dolů Němci a vývoz veškeré rudy jen do Německa.
V průběhu posledních čtyř měsíců se ... ukázalo, že je možné ve velkém množství uranu spustit řetězovou jadernou reakci, při níž by vzniklo obrovské množství energie... Tento nový jev by také vedl ke konstrukci bomb a je možné – i když mnohem méně jisté – že by tak mohly být zkonstruovány extrémně výkonné bomby nového typu.... Pokud vím, Německo doopravdy zastavilo prodej uranu z československých dolů, které převzalo.... Úryvky z Einstein-Szilárdova listu

Krátce nato (1. září 1939) Německo napadlo Polsko a v roce 1940 mimo jiné v rámci Operace Weserübung uskutečnilo invazi do Dánska a Norska, kde byla ustavena loutková vláda v čele s kolaborantem Vidkunem Quislingem. Ale zatímco rovinaté Dánsko bylo obsazeno za jediný den, v hornatém Norsku i po mnoha měsících zůstávaly silné norské odbojové skupiny.
Od odbojové skupiny Skylark B dostala v létě 1941 britská výzvědná služba varování, že Němci nařídili zvýšení výroby těžké vody ve speciálním provozu v těsném sousedství hydroelektrárny Vemork u města Rjukan v kraji Telemark. Levná výroba elektřiny v této velké hydroelektrárně byla již od roku 1934 využívána k elektrolýze vody. V roce 1941 Britové již věděli, že tzv. těžkou vodu (oxid deuteria) lze použít jako moderátor neutronů a z přírodní neobohacené uranové rudy (kterou Němci získávali v obsazených československých dolech) je alespoň principiálně možné pomocí tzv. neutronové aktivace vyrábět plutonium pro jeden typ atomové bomby.
Již v březnu 1940 nové výpočty na Univerzitě v Birminghamu (Frischovo–Peierlsovo memorandum) mnohonásobně snížily odhad velikosti kritického množství potřebného pro atomovou bombu. Britové dospěli k závěru, že nelze připustit, aby Němci měli k dispozici jak značné zásoby uranové rudy, tak těžké vody. Později se dále rozhodli, že k tajné sabotážní akci proti továrně na výrobu těžké vody u města Rjukan využijí norské odbojáře, kteří během německé invaze uprchli do Spojeného království. Vybraní Norové podstoupili tvrdý výcvik v britských jednotkách SOE: Special Operations Executive...

## Výroba
Skutečný norský odbojář Knut Haukelid napsal vzpomínky na akci pod názvem Skis Against the Atom (Lyže proti atomu), které vyšly v roce 1953 norsky a v roce 1954 anglicky. John Drummond napsal na základě stejného příběhu román s názvem But for These Men (Ale tito muži, případně Ale pro tyto muže). Obě knihy se staly základem scénáře filmu. Film byl původně ohlášen v roce 1963.
Film produkovala společnost Benton Film Productions, kterou spoluvlastnil režisér Anthony Mann a polský producent Szlomo Benjamin Fisz (který se později podílel také na produkci takových filmů jako je Bitva o Británii z roku 1969 nebo Stíhači na start z roku 1976). Na financování se podílely americká společnost Allied Artists a britská J Arthur Rank Productions.
Původní název filmu byl The Unknown Battle (Neznámá bitva) a hlavní role měli hrát severoirský herec Stephen Boyd a německá herečka Elke Sommerová. Původní verzi scénáře napsal Ben Barzman. Později bylo ohlášena účast amerického herce Anthony Perkinse, který však od filmu odstoupil. Nakonec hlavní roli podepsal jiný americký herec Kirk Douglas. Než byl do druhé hlavní role norského odbojáře definitivně obsazen irský herec Richard Harris, byla zmiňována možnost, že by tuto roli hrál americký herec Cliff Robertson.

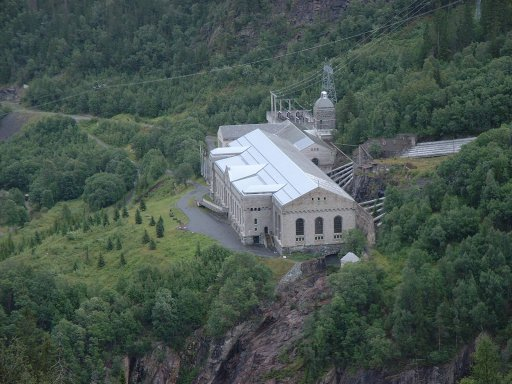
Hydroelekrárna Vemork v roce 2003. Před ni byla továrna na těžkou vodu: viz snímek (1935) v infoboxu.

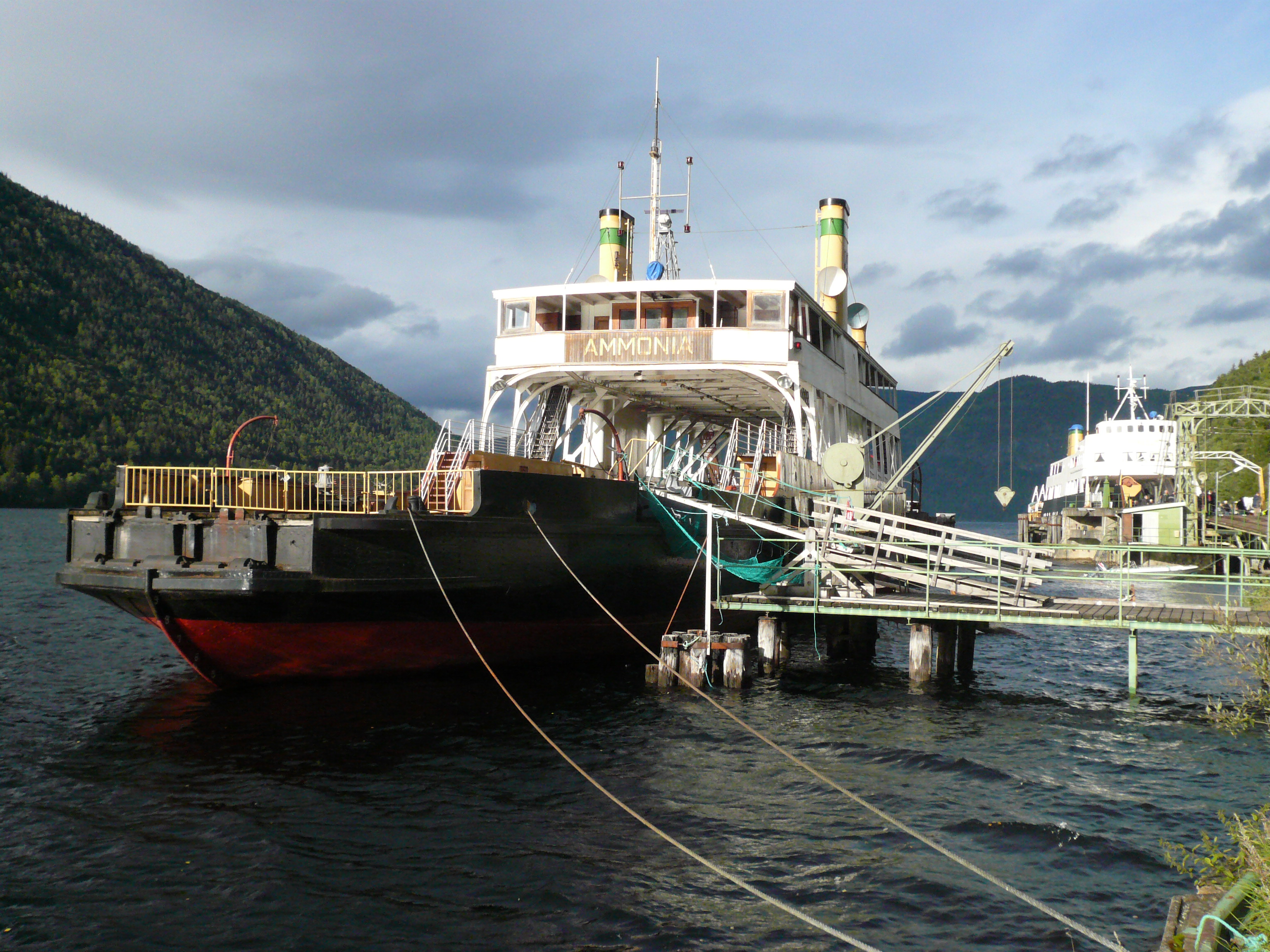
Dodnes dochovaná sesterská loď Ammonia ve filmu hrála potopenou Hydro. Patří mezi čtyři poslední parní železniční trajekty na světě.

Knut Haukelid se v průběhu natáčení o možném výsledku vyjádřil značně skepticky: „Slyšel jsem, že utratí pět milionů dolarů, takže to musí být velkolepé, a to znamená více fikce a méně skutečnosti“ (pět miliónu dolarů v roce 1965 odpovídá přibližně částce 48 miliónů dolarů v roce 2024).
Herec Stephen Boyd (původně obsazený do hlavní role) později vysoudil na Anthony Mannovi půl milionu dolarů, když se počátkem roku 1964 rozpadlo financování původního projektu. „Přišel jsem o čtyři dobré role a spoustu peněz, když se mnou podepsal smlouvu bez finanční podpory a pak projekt odložil. Později mě požádal znovu, ale já už měl jiné závazky, takže Kirk Douglas a Richard Harris to natočili pod jiným názvem.“

### Lokace a reálie
Velká část filmu se natáčela na autentických místech v Rjukanu včetně hydroelektrárny Vemork. Další scény v různých zasněžených horských lokalitách. Natáčení v drsných podmínkách zimního Norska se zúčastnilo olympijské družstvo Norska. Scény na začátku filmu, kdy hlavní hrdinové prchají z okupovaného Norska, se natáčely v okolí anglických pobřežních měst Poole a Hamworthy v hrabství Dorset na jihozápadě Anglie, přičemž roli uneseného parníku hrála bývalá nákladní loď TSS Roebuck z Normanských ostrovů.
V závěrečných scénách na jezeře byla použita loď SF Ammonia (DF Ammonia), která ve filmu představovala potopený vlakový trajekt SF Hydro. SF Ammonia je parní železniční trajekt, který byl jedním ze čtyř železničních trajektů na jezeře Tinnsjå (anglicky Tinn) v kraji Telemark, které spojovaly trať Rjukan s tratí Tinnoset. Uvezla 17 železničních vagónů a k tomu 150 osob. Tento systém používala společnost Norsk Hydro k přepravě chemikálií z Rjukanu do přístavu ve městě Skien. Loď byla v pravidelném provozu od roku 1929 až do roku 1956, kdy ji z velké části nahradila nová dieselová loď MF Storegut. Ale i poté sloužila jako záložní loď až do roku 1991, kdy byla definitivně odstavena. Nicméně dodnes ji lze vidět zakotvenou v norském přístavu Mæl a trajekt je jedním ze čtyř posledních parních železničních trajektů na světě.

### Odlišnosti od skutečnosti
Filmaři samozřejmě mají právo na uměleckou licenci. Přesto stručně zmíníme některé odlišnosti od skutečnosti. Britové se o sabotáž ve Vemorku pokusili již v roce 1942 s využitím kluzáků (dvě na sebe navazující operace „Grouse“ a „Freshman“). Akce však skončila naprostým neúspěchem, jedno letadlo se zřítilo a všichni zahynuli. Další havarovalo, část posádky také zahynula a zbytek skupiny Němci zajali, mučili je a nakonec popravili (přestože měli britské uniformy a status zajatců). Jen jedné jiné malé skupině (kterou vedl Jens-Anton Poulsson) se podařilo uprchnout do hor, kde na největší náhorní plošině Hardangervidda obtížně přežili velmi tvrdou zimu. Jediným výsledkem bylo, že Němci zvýšili ostrahu a zabezpečení továrny.
V roce 1943 proto Britové pro výsadek malé šestičlenné, čistě norské skupiny „Gunnerside“ (ve které byl také Knut Haukelid) použili padáky. Seskok byl úspěšný a po delším hledání se jim podařilo spojit se také se zbytky průzkumníků starší skupiny, která se nyní přejmenovala na „Swallow“ (Vlaštovky). Děj filmu víceméně odpovídá činnosti této spojené norské skupiny. V roce 1943 však žádné další letadlo neletělo ani nebylo plánováno, filmaři zřejmě použili upravený motiv výše zmíněných událostí z roku 1942, o kterých se ve filmu jinak nezmiňují.
Norská skupina se skutečně vyhnula střeženému mostu a do továrny pronikla přes hlubokou rokli, kterou Němci považovali za neprůchodnou. Na rozdíl od scén ve filmu v době výbuchu bomby již areál továrny opustila. Nebyl zde ani žádný Nor zrádce a všem se podařilo uprchnout, přestože je hledalo přes 3000 Němců včetně honičky na lyžích v horách podobné té filmové. Nakonec pět členů skupiny zmizelo přes hory na lyžích až do Švédska (přes 300 kilometrů), dva se dostali do Osla a čtyři zůstali v regionu.
Pokud jde o potopení trajektu SF Hydro na začátku roku 1944, úkolem byl opět pověřen Knut Haukelid, jediný zbylý vycvičený voják v okolí, který si našel dva spolupracovníky. Potopení trajektu byl asi jediný proveditelný způsob zničení zásob těžké vody, proto se snažili minimalizovat ztráty civilistů. Současně ale věděli, že Norové běžně trajekt používají a nemůžou tomu zabránit. Ve filmu je tak vynechána smrt 18 osob na lodi (z toho 14 Norů), 29 osob se podařilo zachránit, hlavně s pomocí místních rybářů, kteří ve filmu také nejsou.

## Jiné filmy
Události ve Vemorku po válce přilákaly značnou pozornost, takže vznikla řada literárních a filmových děl. Zde jsou uvedeny pouze filmy (hrané i dokumentární), přehled publikací je v článku o Knutu Haukelidovi, který sám napsal autobiografii o této akci.

### Dokumentární filmy
V roce 1998 vznikl rozsáhlý britský dokumentární seriál Secrets of World War II (Tajemství 2. světové války), kde jednotlivé díly se věnují různým operacím a událostem války (např. sedmý díl se zabývá šifrovacím strojem Enigma). Díl nazvaný The Real Heroes of Telemark (Opravdoví hrdinové z Telemarku, 52 minut, režie Jonathan Martin) byl ve Spojeném království poprvé vysílán 26. března 1998. V České televizi byl pod mírně odlišným názvem Hrdinové z Telemarku zatím naposledy vysílán 12. ledna 2023 na ČT2.
V roce 2003 vznikl v BBC další dokument, opět nazvaný The Real Heroes of Telemark (režie Martin Pailthorpe). Jako doplněk k tomuto dokumentu byla vydána také kniha The Real Heroes of Telemark (kromě tištěné verze a dalších vydání vyšla také jako elektronická kniha nebo v audioverzi), kterou napsal Raymond Mears (Ray Mears). Ten vystupuje také jako průvodce v dokumentu a zdůrazňuje mimořádné schopnosti přežití norské skupiny, které byly klíčem jejich úspěchu.
V roce 2018 byl natočen další, tentokrát francouzský dokument Válka o těžkou vodu (Le IIIème Reich n'aura pas la bombe, režie Nicolas Jallot), který se tentokrát zaměřuje hlavně na technické aspekty, proto v něm vystupuje řada jaderných fyziků a dalších vědců v dosud nepublikovaných svědectvích. Kromě toho dokument využívá četné záběry z dále zmíněného dokudramatu Boj o těžkou vodu z roku 1948.

### Dokudrama a minisérie
Již krátce po válce (v roce 1948) byl natočen v koprodukci Norska a Francie polodokumentární film (můžeme říci též dokudrama) jehož originální norský název je Kampen om tungtvannet (Boj o těžkou vodu): tedy stejný jako pozdější druhé norské vydání vzpomínek Knuta Haukelida z roku 1953). Ve Francii byl promítán pod prakticky stejným názvem La Bataille de l'eau lourde a stal se zde druhým nejúspěšnějším filmem roku (skoro 5,4 miliónu diváků).
Ve filmu odbojáři, členové skupiny „Gunnerside“, hrají sami sebe a je v něm použita též řada dokumentárních archivních záběrů, na kterých jsou zaznamenání Winston Churchill, Dwight D. Eisenhower, Joseph Goebbels a Adolf Hitler. V anglicky mluvících zemích byl promítán pod názvem Operation Swallow: The Battle for Heavy Water. Na MFF v Benátkách film získal Medaili ENIC a dále byl nominován na Velkou mezinárodní cenu.
Zatím poslední umělecké zpracování vzniklo v roce 2015 (tedy přesně 50 let po natočení filmu Hrdinové z Telemarku), kdy norská veřejnoprávní televizní a rozhlasová společnost NRK v koprodukci s Dánskem a Spojeným královstvím natočila hranou minisérii, v originále nazvanou Kampen om tungtvannet (tedy název shodný s prvním filmem z roku 1948), ale ve Spojeném království byla uváděna pod odlišným názvem The Saboteurs. Minisérie se natáčela v Norsku a Česku. Původní sestřih má 6 dílů, každý cca 44–45 minut, ale Česká televize minisérii pod názvem Boj o těžkou vodu uváděla jako třídílnou (86–89 minut): premiéra 2017 a repríza 2018. Postavu Knuta Haukelida zde ztvárnil norský herec Frank Kjosås.

## Hodnocení a recenze
V roce 1966 se snímek dostal mezi 15 nejnavštěvovanějších filmů v britských kinech. Na českých filmových webech měl počátkem července 2024 hodnocení 70 % na Česko-Slovenské filmové databázi a 81,7 % na Filmové databázi. Pokud se podíváme na dobové recenze, tak The New York Times 10. března 1966 mimo jiné uvedl:
„Dokud musíme mít válečné filmy – a válečné filmy zřejmě musíme mít, dokud na ně existuje publikum – kéž by všechny byly tak dokonalé a scénicky krásné jako Hrdinové z Telemarku, který měl včera premiéru... Toto částečně historické vyprávění o odvážném útoku norských sabotérů a odbojářů na nacistickou továrnu na těžkou vodu ... je spíše čistým příběhem o odvážném dobrodružství než oslavou války a smrti. Má jedny z nejkrásnějších zimních scenérií a jedny z nejkrásnějších záběrů lyžování, které jsme ve fiktivním barevném filmu viděli... jsou zde brilantní a dechberoucí sekvence shromažďování malé útočící jednotky na liduprázdných sněhových polích rozeklaných hor, jejího plížení lesy a hlubokým sněhem...“
„Dovedně použitá barevná kamera Roberta Kraskera a Gila Woxholta ... dodává celku nejen pocit aktuálnosti, ale i zvláštní poetické aury... Takové drobné detaily, jako je červené světlo pronikající modrošedým oparem zimního soumraku ... nebo záběr na trajekt na vnitrozemském fjordu zahaleném v mlze, dávají divákovi mnohem více pocítit nesourodosti a ironii války ve zdánlivě mírové zemi ... než jakékoli množství střelby a prolévání krve...“
Dave Becker je ve své recenzi z roku 2021 podstatně kritičtější a dává filmu celkové hodnocení 5,5 z 10 bodů a k tomu uvádí: „Anthony Mann režíruje tento rozsáhlý, ale podivně neživotný válečný film, který je natočen podle skutečné události... Finále filmu, odehrávající se na palubě trajektu, je pozitivně nervy drásající. ... Hrdinové z Telemarku [ale] selhávají v charakteristice postav. Douglas a Harris odvádějí v rolích nesourodých bojovníků za svobodu dobrou práci...“
„Bohužel jim to jako týmu nikdy neklape (mezi Douglasem a Harrisem údajně docházelo k třenicím po celou dobu natáčení a na jejich společných scénách je to znát). Ještě horší je vztah mezi Pedersenem a jeho bývalou ženou Annou, který je tak žalostně nedotažený... Může se zdát trochu hnidopišské stěžovat si na špatně propracované postavy ve válečném filmu zaměřeném na akci, a jak už jsem řekl, film se může pochlubit slušným počtem napínavých sekvencí. Ale v příběhu, v němž jde o tolik, nemůžete zcela ignorovat lidský prvek a skutečnost, že Hrdinové z Telemarku v tomto ohledu přicházejí tak zkrátka, nelze přehlédnout.“